# Juan Gonzalo Lorca
Juan Gonzalo Lorca Doloso (Santiago, 15 januari 1985) is een Chileens profvoetballer die als aanvaller speelt.

## Clubcarrière

### Colo-Colo
Lorca begon zijn carrière in de jeugd van Colo-Colo, op twaalfjarige leeftijd. Hij begon als een aanvallende middenvelder, maar schakelde al snel over op aanvaller. Op 7 juli 2004 maakte hij zijn debuut op het hoogste niveau, tegen Universidad Católica in een wedstrijd om de Copa Sudamericana, die in 1-1 eindigde. Een maand later scoorde hij voor het eerst, tegen Cobreloa.

### Huachipato
In 2006 werd Lorca verhuurd aan het Chileense Huachipato voor zowel de Apertura als de Clausura. Hij speelde 34 wedstrijden, waarin hij 11 keer scoorde, waarna hij terugkeerde naar Colo-Colo voor de Apertura van 2007. Na zijn terugkeer kwam hij weinig aan spelen toe, omdat de club op zijn positie al een groot aantal spitsen in de selectie had. Daarom vertrok de Chileen na de Apertura naar Europa, om zich bij Vitesse te voegen.

## Interlandcarrière
Lorca heeft voor het Chileense elftal Onder-20 en Onder-23 gespeeld. Hij maakte deel uit van de selectie voor het Zuid-Amerikaans Jeugdkampioenschap in 2005, waarbij het team zich kwalificeerde voor het WK voetbal onder 20 in 2005 in Nederland. Zelf was hij daar door een blessure niet bij. Ondanks het feit dat hij geen vaste waarde was bij Colo-Colo selecteerde de bondscoach van Chili, Nelson Acosta, hem voor wedstrijden tegen Costa Rica en Jamaica. Hij begon in de basis tegen Jamaica, en scoorde meteen. Tevens maakte hij deel uit van de selectie voor de Copa América 2007.

## Trivia
- Lorca wordt liever geen Juan genoemd. Volgens hem noemen zijn naasten hem Gonzalo of Chalo.
- Hij is de neef van de voormalige verdediger van Audax Italiano, Benjamín Lorca.

## Statistieken
| Seizoen | Club           | Wedstrijden | Goals | Competitie             |
| ------- | -------------- | ----------- | ----- | ---------------------- |
| 2004/05 | Colo-Colo      | 12          | 2     | Primera División       |
| 2006    | Huachipato     | 34          | 11    | Primera División       |
| 2007    | Colo-Colo      | 9           | 4     | Primera División       |
| 2007/08 | Vitesse        | 27          | 2     | Eredivisie             |
| 2008    | Colo-Colo      | ?           | ?     | Primera División       |
| 2009    | O'Higgins      | 14          | 7     | Primera División       |
| 2009/10 | Boulogne       | 4           | 0     | Ligue 1                |
| 2010/11 | Boulogne       | 5           | 0     | Ligue 2                |
| 2011    | O'Higgins      | 24          | 7     | Primera División       |
| 2012    | Santiago Wand. | 16          | 2     | Primera División       |
| 2012    | Dep. Quito     | 2           | 0     | Campeonato Ecuatoriano |
| 2013    | Rangers        | 13          | 3     | Primera División       |

Bijgewerkt tot 25 mei 2013